# Franciszek Pepliński

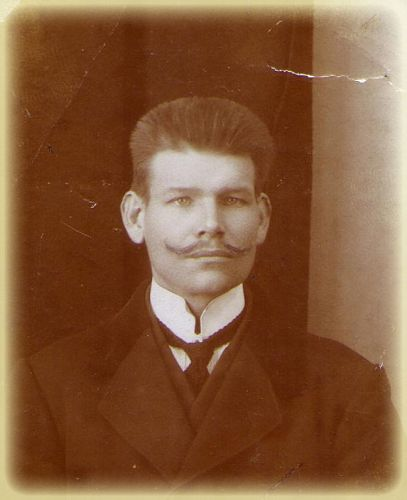
Franciszek Pepliński ok. 1905 r. (ze zbiorów prywatnych rodziny Walder).

Franciszek Andrzej Pepliński (ur. 10 listopada 1878 w Skorzewie, zm. 20 października 1958 w Rokocinie) – chłop, rolnik i rybak, zwany kaszubskim Drzymałą.

## Życiorys
Urodzony 10 listopada 1878 r. w Skorzewie koło Kościerzyny jako jeden z dziewięciorga dzieci Aleksandra (1850-1911) i Łucji Marianny z domu Senger (1853-1930), właścicieli dużego gospodarstwa i cegielni. Po ukończeniu czteroklasowej szkoły podstawowej pozostał przy rodzicach i pracował jako rybak. Z powodu spłat rodzinnych i dużych obciążeń podatkowych jego rodzice popadli w długi, a zagrożeni licytacją sądową zdecydowali się sprzedać ziemię w Skorzewie okolicznym Kaszubom, żeby nie trafiła ona w ręce niemieckie. Po wyprzedaży części majątku w 1899 r. Peplińscy przenieśli się do Fingrowej Huty, gdzie żyli z uprawy roli i rybołówstwa na Jeziorze Wieprznickim. Ryby sprzedawali na targu w Kościerzynie i w Gdańsku. W tym czasie wynajmowali mieszkanie u sąsiada, Franciszka Plichty. 
W 1903 r. Aleksander Pepliński, ojciec Franciszka, sprzedał większą część posiadanego lasu i wystąpił do władz o zezwolenie na wybudowanie domu, jednak z powodu wprowadzonej w 1904 r. nowelizacji ustawy osadniczej otrzymał odpowiedź odmowną, pod pretekstem że nie jest w stanie utrzymać rodziny z tak małego gospodarstwa (chociaż w tym czasie posiadał jeszcze ok. 100 ha ziemi i lasu!). W tej sytuacji Peplińscy, ojciec Aleksander wraz z synami, zbudowali na swojej działce nad jeziorem drewniany dom przypominający wóz, który posiadał cztery koła i dyszel. Dom miał mieć charakter mobilny, nie wiadomo jednak, czy Peplińscy rzeczywiście go przestawiali z miejsca na miejsce co 8 dni, jak głosi rodzinna legenda. W 1907 r. Peplińskich odwiedził w ich domostwie Aleksander Majkowski, lekarz z pobliskiej Kościerzyny, a zarazem znany działacz kaszubski i publicysta. Według jego relacji, zamieszczonej w "Tygodniku Ilustrowanym" (nr 43 z 26 października 1907 r.), Peplińscy mieszkali w swoim dziwnym domu już od dwóch lat, tj. od 1905 r. Był on zlokalizowany nieopodal brzegu jeziora, co widać na załączonych do artykułu dwóch fotografiach, przedstawiających zarówno dom-wóz, jak również znajdujący się obok budynek gospodarczy. Gospodarstwo Peplińskich obejmowało wówczas ok. 100 mórg lasu i 50 mórg ziemi (mórg pruski = ok. 25,5 arów), tj. w sumie ok. 38 ha. Mieli jednego konia, kozę, kilka wieprzy, gęsi i gołębie (w gołębniku na dachu domu). Wewnątrz domu znajdował się żelazny piec, duże łóżko, stół z krzesłami oraz "kilka obrazów świętych i wcale ładny zegar". Wspólnie z rodzicami mieszkali wówczas dwaj synowie, Jan i Franciszek, oraz czternastoletnia córka (Franciszka Józefa, ur. 1893). 

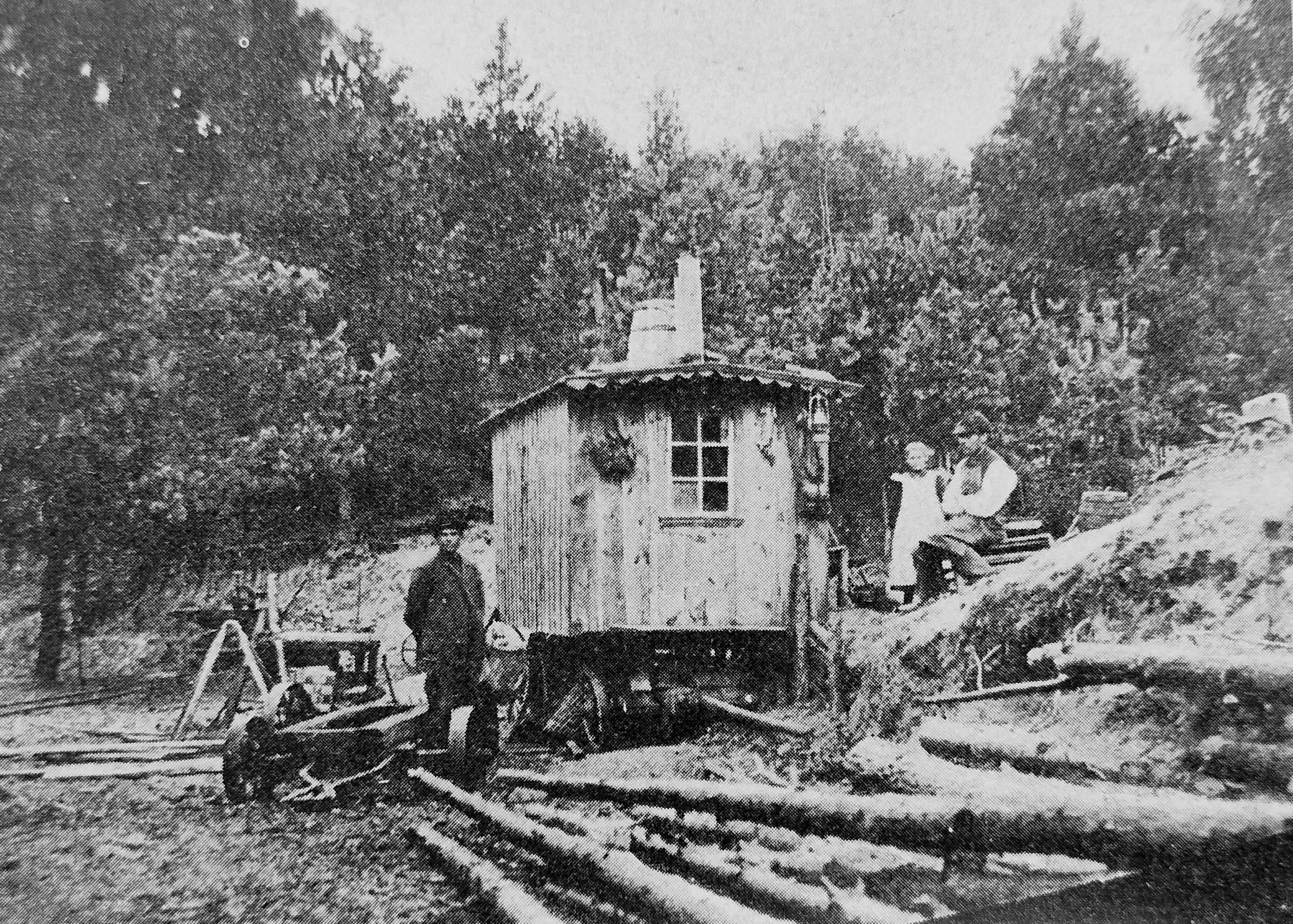
Wóz Peplińskich w Fingrowej Hucie („Tygodnik Ilustrowany", nr 43, 1907, ze zbiorów Biblioteki Gdańskiej PAN).

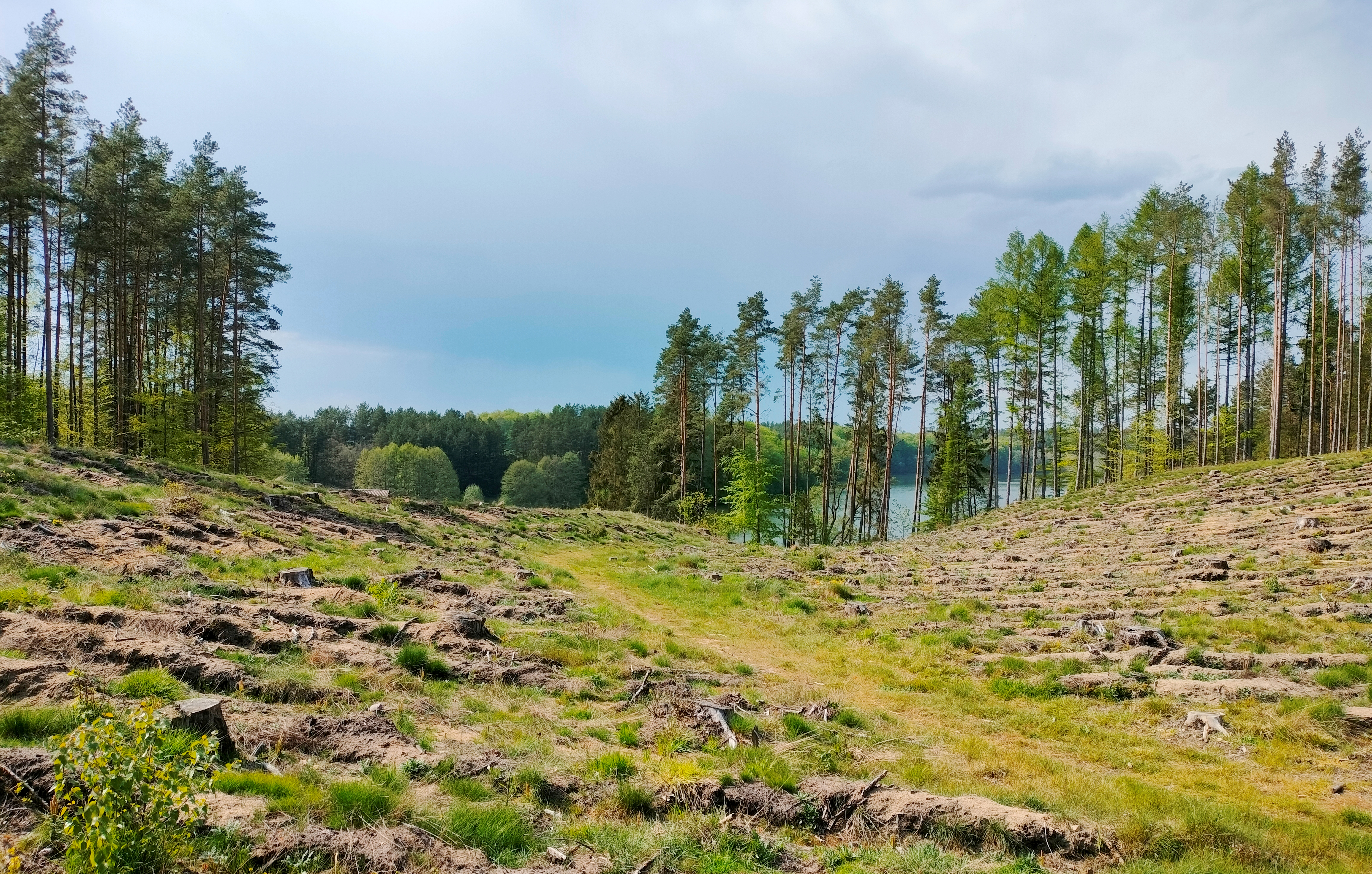
Fingrowa Huta – w tym miejscu nad jeziorem Wieprznica stał dom-wóz Peplińskich.

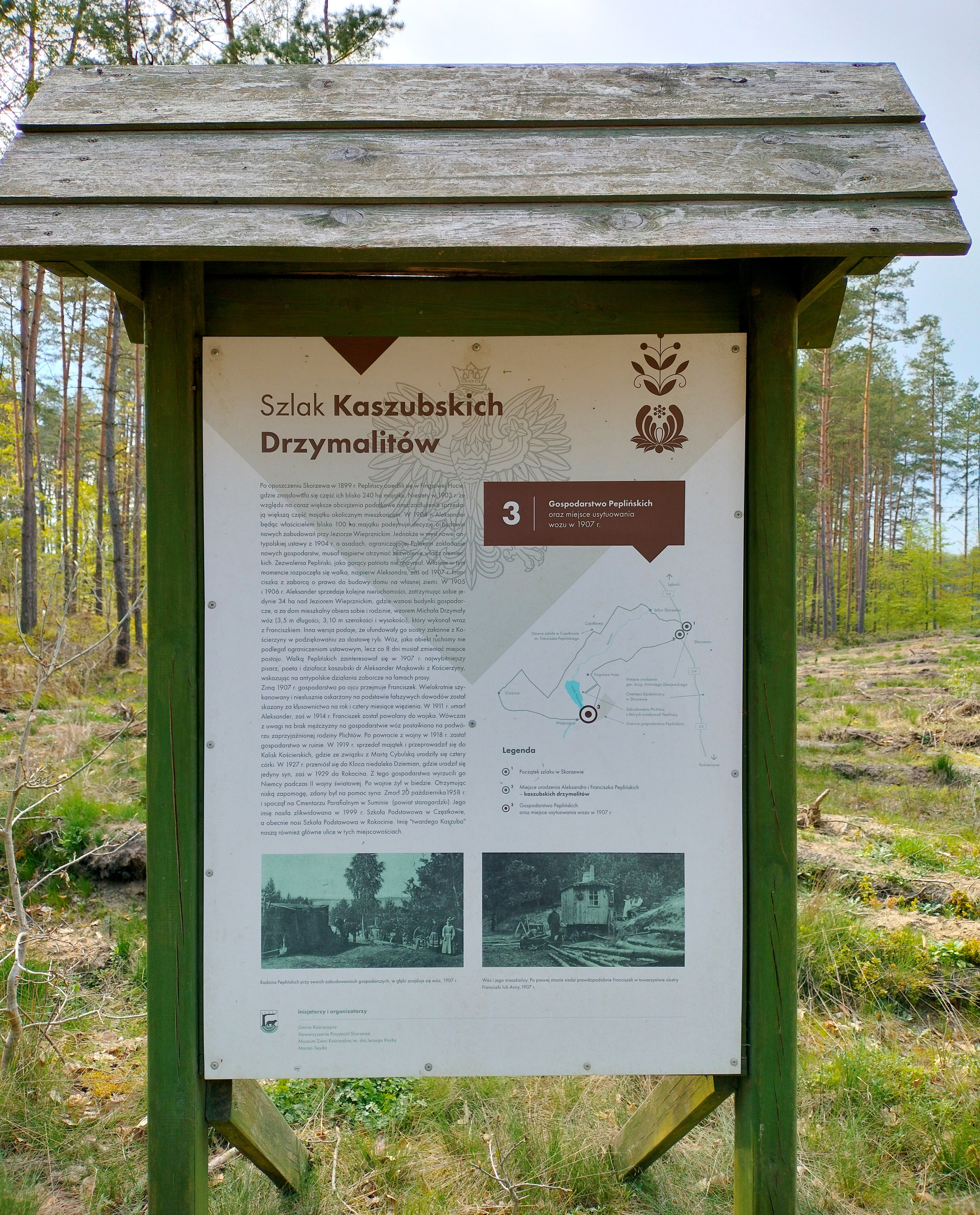
Fingrowa Huta – tablica informacyjna przy szlaku "kaszubskich drzymalitów".

Według Majkowskiego "dom" Peplińskich miał tylko 3,5 m długości oraz 3,1 m szerokości i wysokości, nie był to zatem typowy wóz "cygański", ale raczej tzw. samoróbka, wykonana na bazie podwozia jakiegoś pojazdu, być może także zmontowanego samodzielnie. Jak pisze dalej autor reportażu, Aleksander Pepliński pokazywał mi cztery koła na dwóch potężnych osiach, także wszystko ciężkie i silne, że mógłby "cały kościół na tem wybudować". Na tych czterech kołach zamierza Pepliński wznieść "fein jizbę", czyli salon, który jeszcze w tym roku będzie gotowy. Na wyświęcenie zaprosi landrata. I będziemy mieli na kaszubskiej ziemi  jeden pomnik  jeszcze kultury pruskiej, obok tylu pomników. Na zamieszczonym w artykule zdjęciu rzeczywiście widać na lewo od "domu" jakąś konstrukcje z kołami i dyszlem, na której Aleksander planował zbudowanie drugiej mobilnej izby, czyli wspomnianego "salonu". 
W 1907 r. Franciszek przejął po ojcu Aleksandrze gospodarstwo nad jez. Wieprznica z domem-wozem. W 1909 r. został bezpodstawnie skazany za kłusownictwo na rok i 4 miesiące aresztu. Ponownie oskarżono go o kłusownictwo w 1911 r. i skazano na 3 lata więzienia, które odsiedział w Gdańsku. W tym samym roku zmarł jego ojciec Aleksander, a rodzina zmuszona została do opuszczenia domu-wozu i zamieszkania u sąsiadów. W 1914 Franciszek został powołany do armii pruskiej, w której służył do 1918. Po powrocie z wojny sprzedał zrujnowane gospodarstwo w Fingrowej Hucie i przeprowadził się do Kalisk Kościerskich, gdzie założył rodzinę, a w 1927 r. do Kloca koło Dziemian. W 1929 r. za walkę z zaborcą otrzymał od państwa parcelę w Rokocinie koło Starogardu Gdańskiego, obejmującą 12 ha ziemi, 6 ha łąk i jezioro o powierzchni ok. 13 ha oraz mieszkanie na terenie dawnego majątku i stary dom do rozbiórki. Za krnąbrność wobec władzy w czasach zaboru pruskiego został wyrzucony z własnego domu przez Niemców w 1939 r. Lata wojny spędził pracując w niemieckich majątkach. W 1945 r. powrócił do Rokocina, gdzie żył w biedzie z niewielkiej zapomogi i pomocy syna. Zmarł 20 października 1958 r. w Rokocinie, a pochowany został na cmentarzu parafialnym w Suminie.

## Rodzina
25 listopada 1919 r. w Kościerzynie Franciszek ożenił się z Martą Cybulską (1885-1972), primo voto Zaborowską, z którą miał pięcioro dzieci: Leokadię Franciszkę (1920-1997), Annę Anastazję (1922-2019), Helenę (ur. 1924), Jadwigę Klementynę (1926-2019) i Józefa (1928-1993).

## Upamiętnienie
W 2016 r. otworzono na terenie gminy wiejskiej Kościerzyna turystyczny szlak rowerowy "Kaszubskich Drzymalitów". Trasa liczy ok. 16 km długości, zaczyna się i kończy przy szkole w Skorzewie (ok. 6 km na pn. od Kościerzyny), prowadzi  przez Fingrową Hutę, Wieprznicę, Owśnice i Częstkowo, czyli miejscowości związane z życiem Franciszka Peplińskiego i jego ojca Aleksandra. Wzdłuż trasy umieszczono tablice informacyjne z opisami historycznymi i zdjęciami.
Na przełomie 2016 i 2017 r. w Bibliotece Miejskiej w Kościerzynie eksponowana była wystawa p.t.: „Aleksander i Franciszek Peplińscy – kaszubscy drzymalici ze Skorzewa”, przygotowana przez pracowników Muzeum Ziemi Kościerskiej.

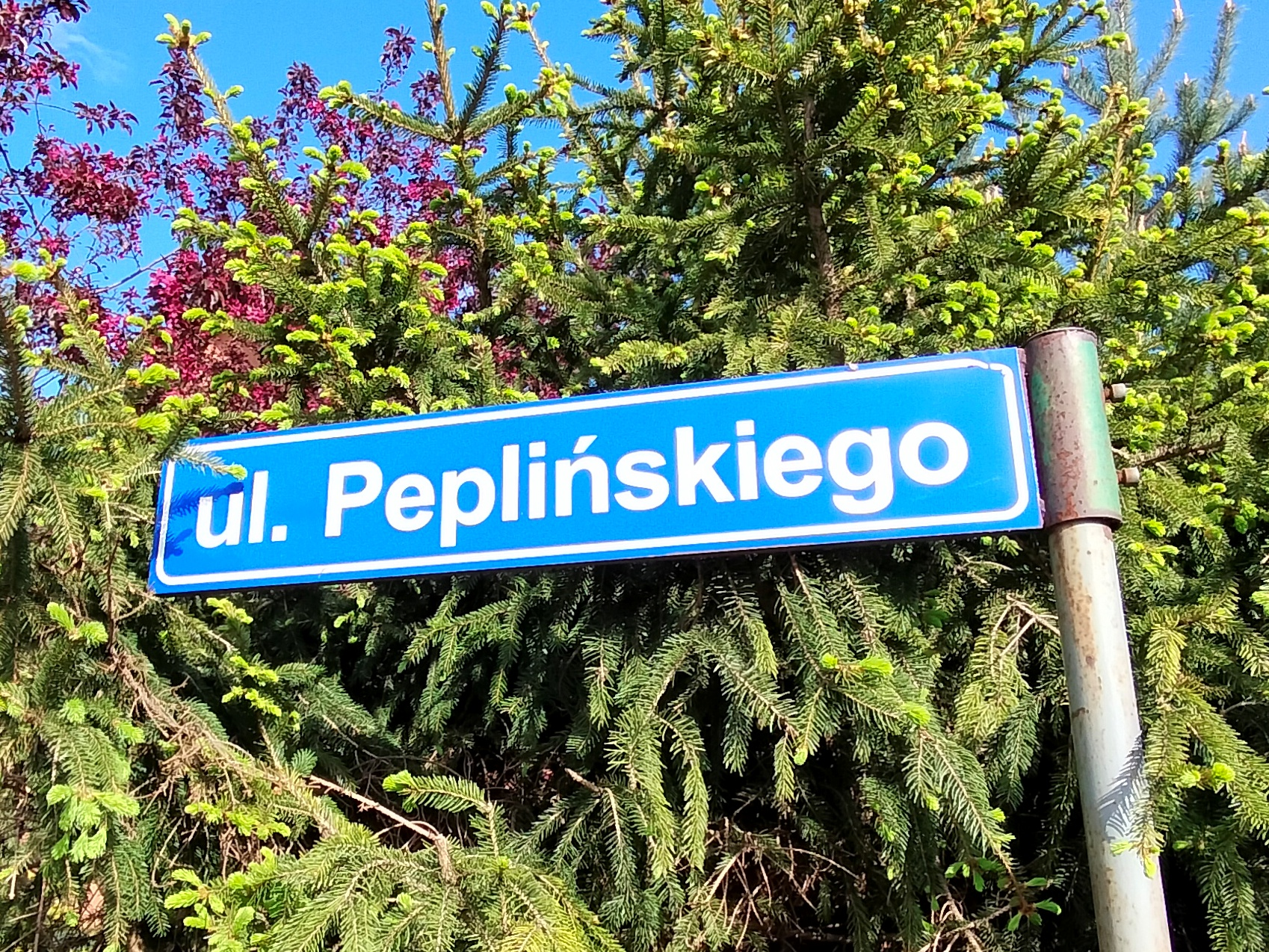
Ulica Franciszka Peplińskiego w Skorzewie.

W Skorzewie jedna z głównych ulic wsi, prowadząca od dawnego centrum osady w kierunku dworca kolejowego, nosi nazwę ul. Franciszka Peplińskiego. 
W Rokocinie znajduje się Publiczna Szkoła Podstawowa im. Franciszka Peplińskiego. Imię Franciszka Peplińskiego nosi również jedna z głównych ulic Rokocina, prowadząca od centrum wsi w kierunku południowym, na Osiedle Polanki. 
Druga szkoła imienia Franciszka Peplińskiego znajdowała się w Częstkowie koło Skorzewa, jednak została zlikwidowana w 1999 r.  